# Palais Thermal
Le Palais Thermal est un spa à Bad Wildbad en Allemagne. La construction du bâtiment thermal a été achevée en 1847 et ouverte sous le nom de Graf-Eberhard-Bad,.

## Architecture
Le "Wildbad" a non seulement établi la tradition balnéaire séculaire dans l'Oberes Enztal qui est documentée à Bad Wildbad depuis 1521, mais a également déterminé l'emplacement du Graf-Eberhard-Bad au siècle dernier. Les sources thermales bien connues sont utilisées pour la baignade et la cure depuis le Moyen Âge. Les bâtiments d'origine ont été réaménagés plusieurs fois au cours des siècles pour répondre aux changements sociaux et culturels de leurs périodes  respectives.
Dès le début du XIXe siècle, le désir de stations thermales et balnéaires s'est fait jour dans toute l'Europe centrale en raison du potentiel économique croissant, de la mobilité accrue et de l'utilisation de la publicité. Nikolaus Friedrich von Thouret (en) est l'architecte du bâtiment tel qu'il est connu aujourd'hui. Le Graf-Eberhard-Bad und Badhotel a été créé en tant qu'ensemble entre 1840 et 1847. Le bâtiment compact de deux étages à l'extérieur, malgré les nombreux raccordements, impressionne par sa symétrie claire et son ordre strict à l'intérieur.
Depuis 1847, il a été reconstruit à plusieurs reprises et adapté au goût du moment. À la fin du XIXe siècle, les bains princiers, le hall central et les zones de couloir sont « orientalisées ». Au cours d'une nouvelle rénovation majeure en 1896, les vitres des fenêtres du rez-de-chaussée aux décorations plus anciennes ont été remplacées ou complétées par des vitrages décoratifs Art Nouveau.
Après cinq ans de rénovations et de transformations importantes, le Graf-Eberhard-Bad a rouvert en décembre 1995 sous le nom de "Palais Thermal".

## Galerie de photos

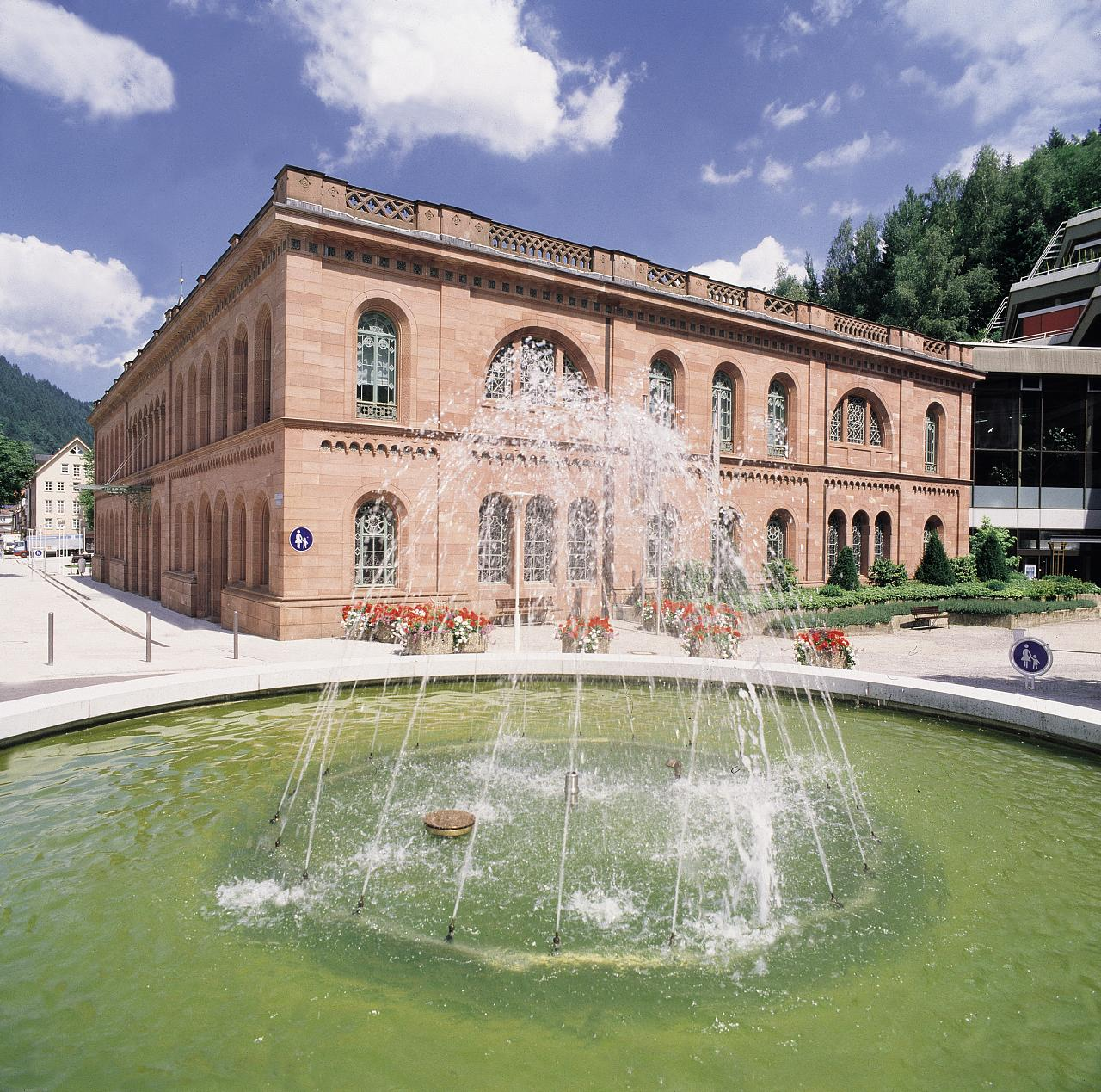
Palais Thermal de l'extérieur

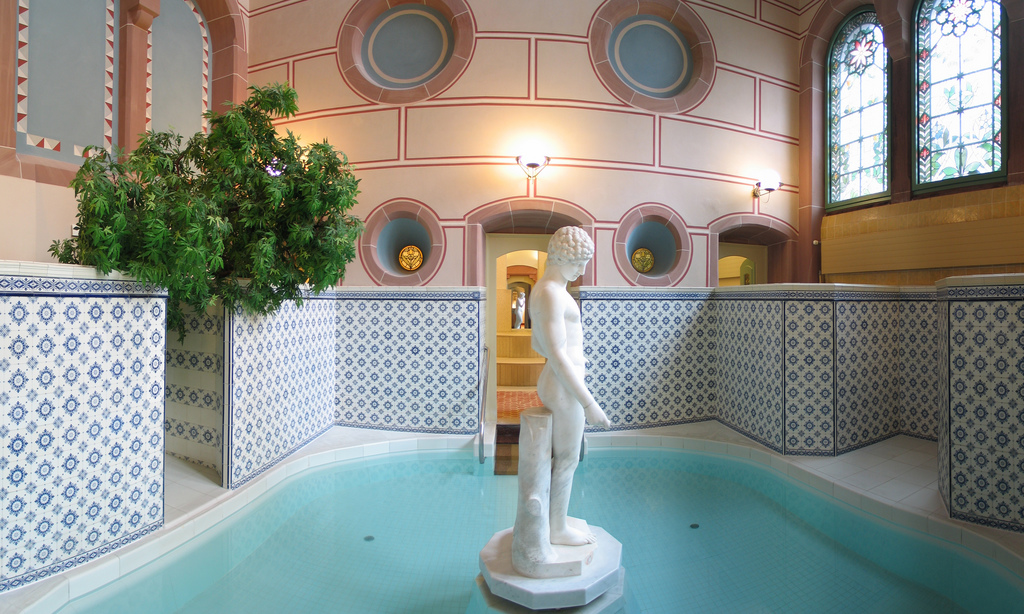
Ornement oriental du Palais
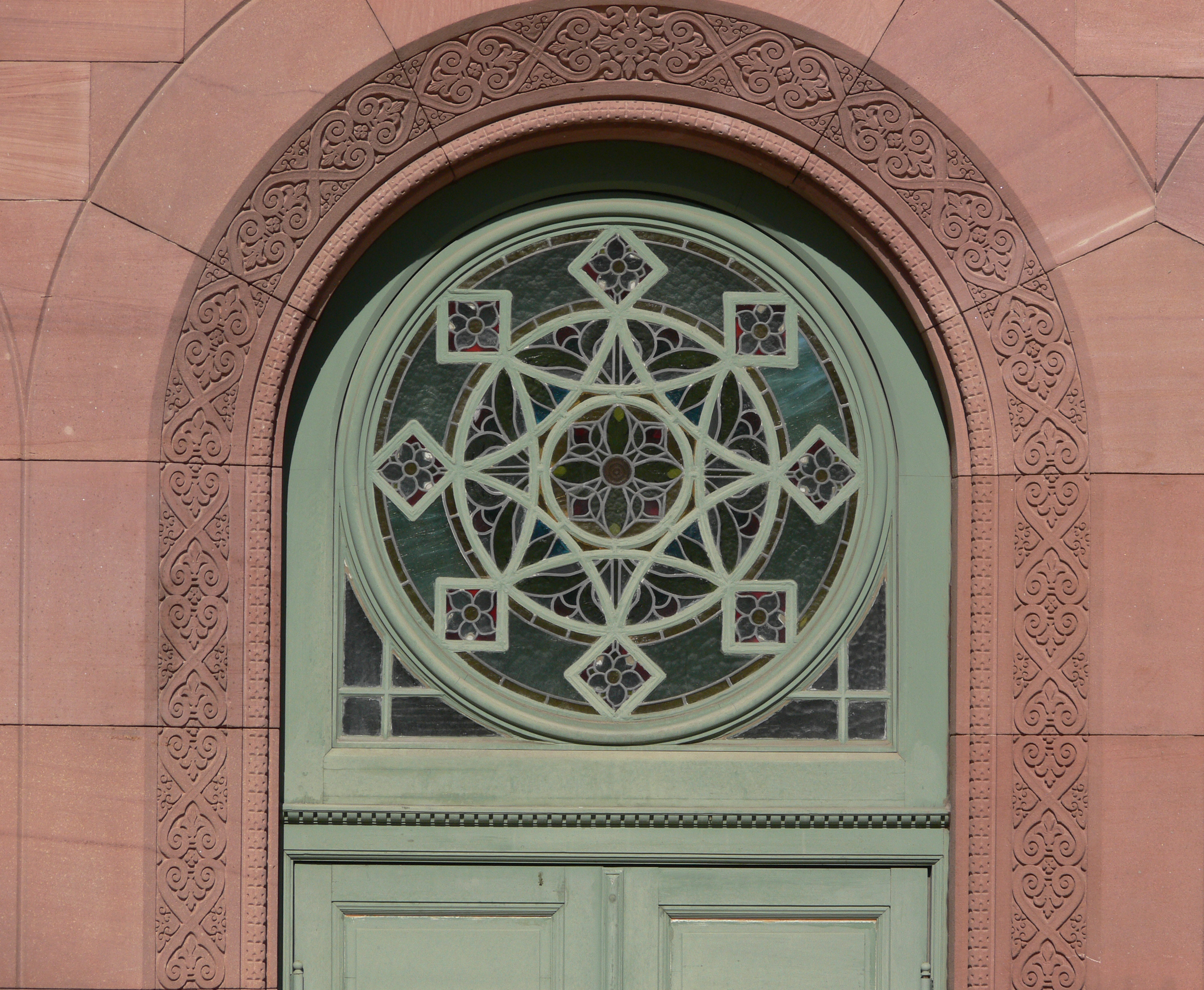
Une arabesque, détail d'une porte
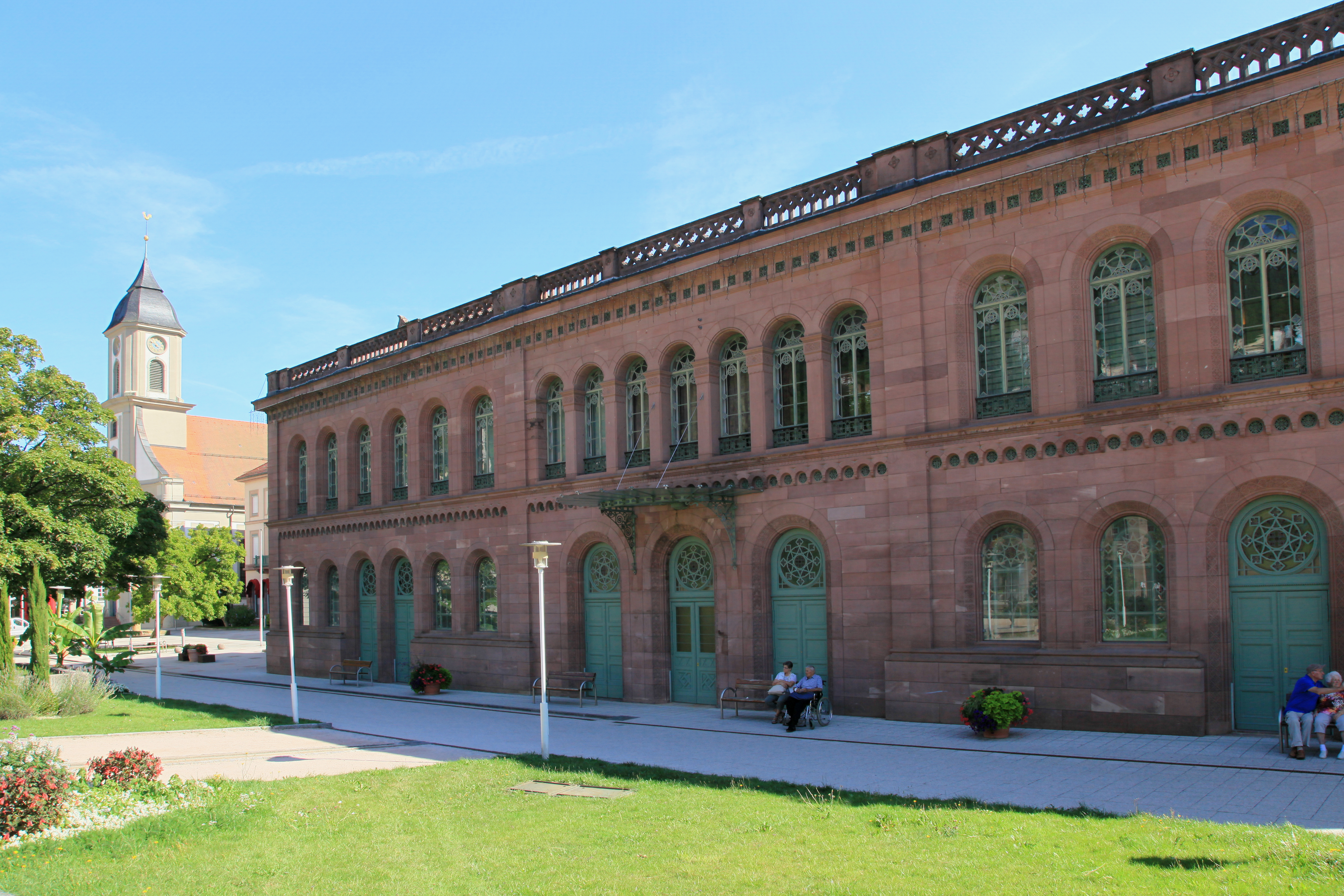
Façade du Palais Thermal
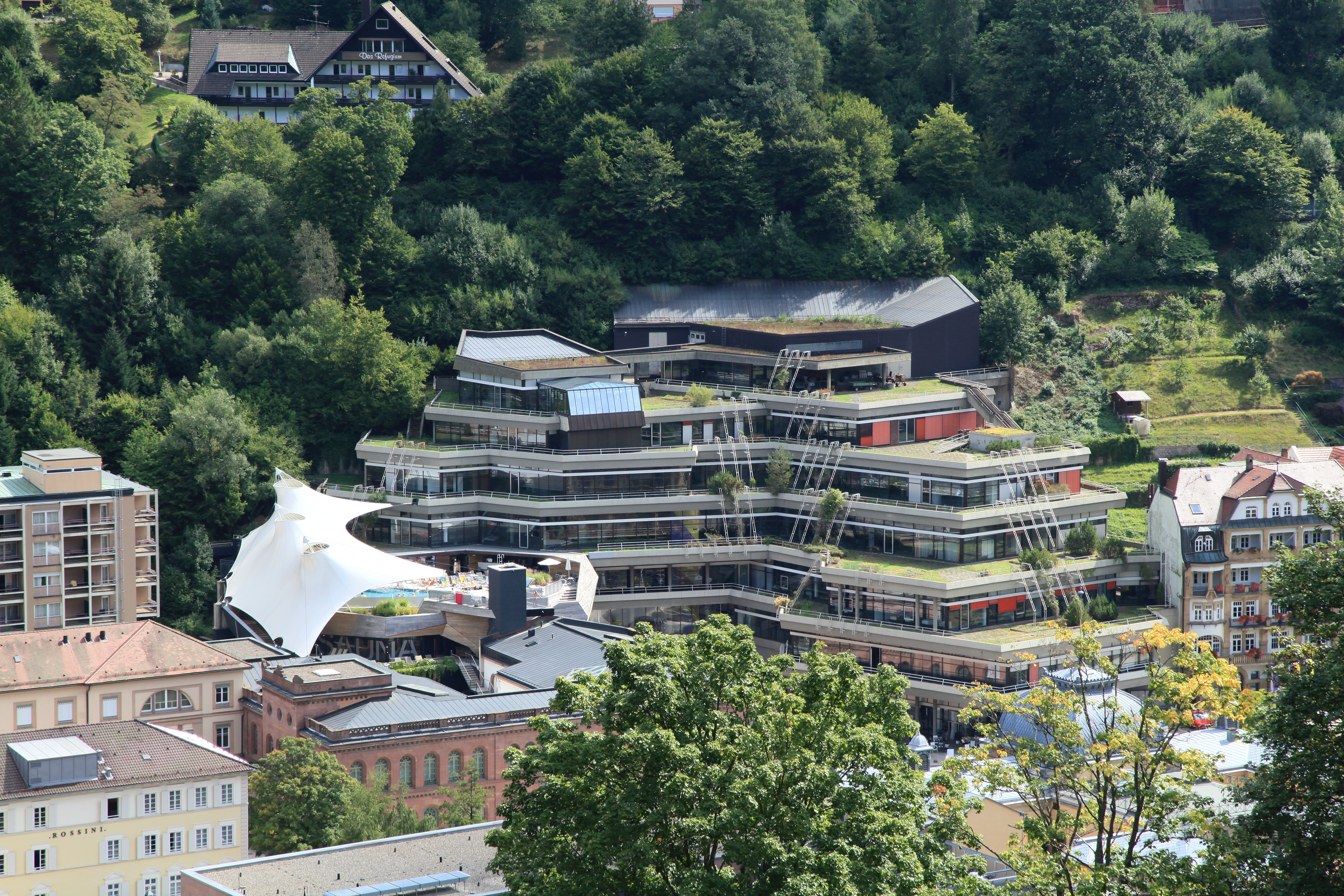
Construction moderne de Bad wildbad
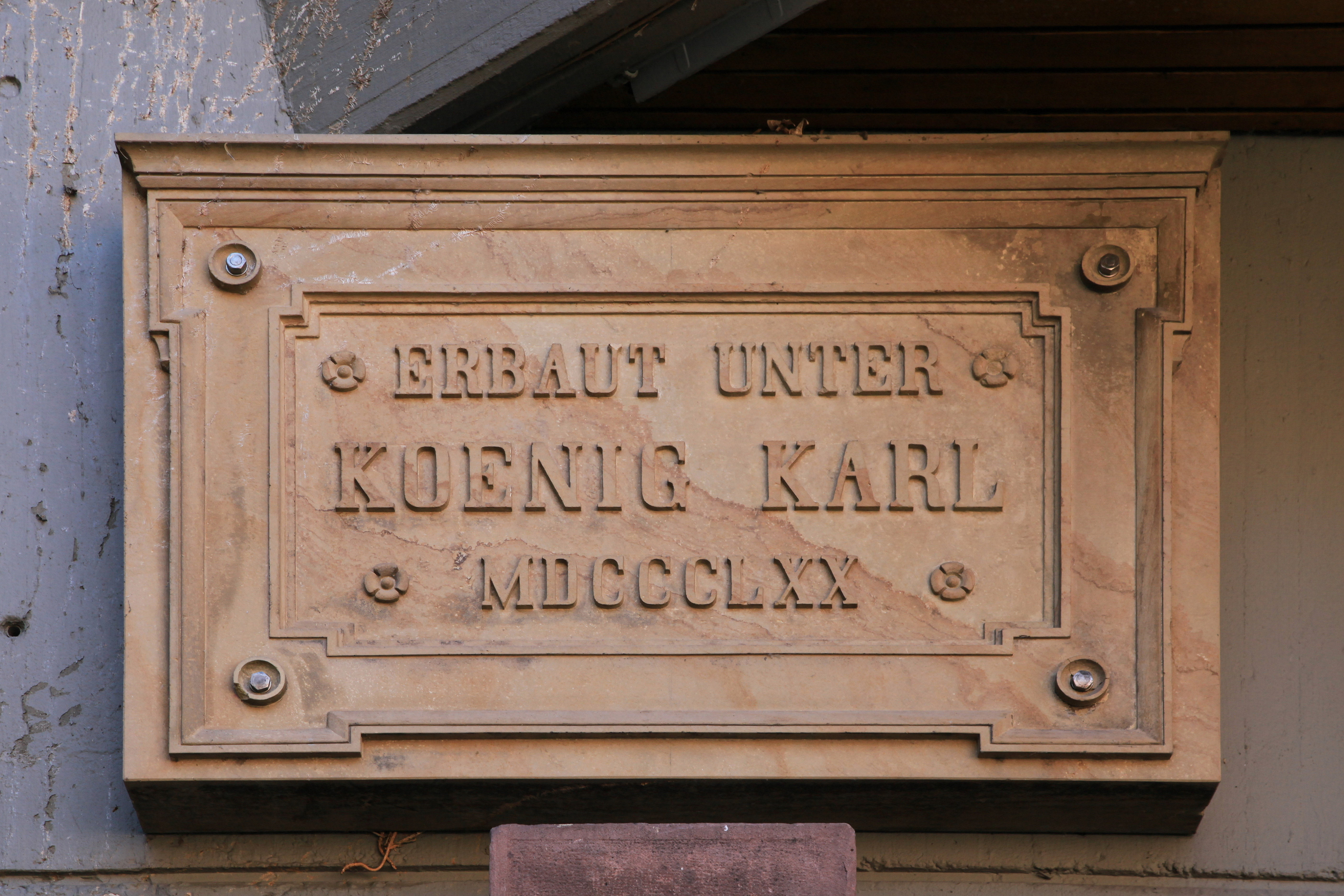
"Construit sous le règne de Charles Ier, roi de Wurtemberg) en 1870"

## Voir également
- Liste des villes thermales en Allemagne (en)
- Spa architecture (en)
- Friedrichsbad